# رحيمة برستو سلطان
بيريستو قادين (ق. 1826 – 11 ديسمبر 1904)  إحدى زوجات السلطان العثماني عبد المجيد الأول، وفي عام 1876 أُعطيت لقب السلطانة الأم بعد اعتلاء عبد الحميد الثاني العرش آخر حكام الدولة العثمانية، بالرغم من إنها ليست أم عبد الحميد الحقيقية، بل كانت تُعتبر بمنزلة أمه. وكانت آخر من لُقبت بلقب السلطانة الأم

## نشأتها
كانت أسماء سلطان ابنة السلطان عبد الحميد الأول وعمة السلطان عبد المجيد الأول تعيش وحيدة في منزلها بإسطنبول، وكانت تتمنى أن يكون لها أبناء، فقررت أن تبني طفلًا،  واتفقت مع إحدى العائلات النبيلة من عرقية الوبخ الشركس، وبعد التوصل إلى موافقة الأم والأب اتخذت طفلة عمرها سنة واحدة، أسمتها بيريستو، وهي كلمة فارسية تشير إلى طائر السنونو، وعاملت الطفلة كما لو أنها كانت أميرة عثمانية،

## زواجها
كان عبد المجيد الأول يزور عمته في شبابه قبل اعتلائه العرش، وفي إحدى المرات رأي بيريستو وكان عمرها ثلاثة وعشرين عامًا، وطلب من عمته أن تسمح بزواجه منها، في البداية رفضت عمته ثم وافقت في النهاية.
وجرى حفل الزواج في قصر أسماء سلطان، وفي حضور السلطان والوزراء في عام 1844.
في عام 1845 توفيت إحدى زوجات عبد المجيد الأخرى وهي دزددل قادين وكانت ابنتها جميلة سلطان ما زالت صغيرة، فتولت بيريستو قادين رعايتها، وفي عام 1852 توفيت تيرمشكان قادين أم عبد الحميد الثاني فتولت بيريستو قادين رعايته أيضًا.

## السلطانة الأم
أصبحت بيريستو قادين الأم المتبنية للسلطان عبد الحميد الثاني، وأُعطيت لقب السلطانة الأم بعد اعتلاء عبد الحميد الثاني العرش، وعلى عكس العديد ممن سبقوها كانت غير مهتمة بأمور السياسة، في عام 1885 قابلت الملكة صوفيا ملكة السويد في قصرها أثناء زيارة الملك أوسكار الثاني والملكة صوفيا إلى الدولة العثمانية، وكانت بيريستو قادين آخر من لُقبت بلقب السلطانة الأم.

## وفاتها
مرضت بيريستو سلطان، وتوفيت في عام 1904 في فيلا بإسطنبول. وصليت عليهاصلاة الجنازة في جامع يلدز، ودفنت في قبر مهر شاه سلطان التي كانت قد بنته بنفسها في أيوب بإسطنبول.

## مزيد من القراءة
- The Concubine, the Princess, and the Teacher: Voices from the Ottoman Harem. University of Texas Press. 2010. ص. 285. ISBN:978-0-292-78335-5. مؤرشف من الأصل في 2016-12-24.

## وصلات خارجية
- http://www.guide2womenleaders.com/womeninpower/Womeninpower1870.htm